# Cuello
Cuello är en fornlämning i Belize.   Den ligger i distriktet Orange Walk, i den norra delen av landet, 90 km norr om huvudstaden Belmopan. Cuello ligger 20 meter över havet.
Terrängen runt Cuello är mycket platt. Närmaste större samhälle är Orange Walk, 4,2 km öster om Cuello.
Omgivningarna runt Cuello är en mosaik av jordbruksmark och naturlig växtlighet. Runt Cuello är det glesbefolkat, med 8 invånare per kvadratkilometer.